# Ashleigh Gentle
Ashleigh Gentle (Brisbane, 25 de febrero de 1991) es una deportista australiana que compite en triatlón.
Ganó una medalla de plata en el Campeonato Mundial de Triatlón de 2017, dos medallas en el Campeonato Mundial de Triatlón por Relevos Mixtos, en los años 2017 y 2018, y dos medallas en el Campeonato de Oceanía de Triatlón, en los años 2011 y 2012.
Además, consiguió una medalla de plata en el Campeonato Europeo de Ironman 70.3 de 2022.

## Palmarés internacional
| Campeonato Mundial                    | Campeonato Mundial         | Campeonato Mundial | Campeonato Mundial |
| Año                                   | Lugar                      | Medalla            | Prueba             |
| ------------------------------------- | -------------------------- | ------------------ | ------------------ |
| 2017                                  | Róterdam (Países Bajos)    | Medalla de plata   | Individual         |
| Campeonato Mundial por Relevos Mixtos |                            |                    |                    |
| Año                                   | Lugar                      | Medalla            | Prueba             |
| 2017                                  | Hamburgo (Alemania)        | Medalla de oro     | Relevo mixto       |
| 2018                                  | Hamburgo (Alemania)        | Medalla de plata   | Relevo mixto       |
| Campeonato de Oceanía                 |                            |                    |                    |
| Año                                   | Lugar                      | Medalla            | Prueba             |
| 2011                                  | Wellington (Nueva Zelanda) | Medalla de bronce  | Individual         |
| 2012                                  | Devonport (Australia)      | Medalla de plata   | Individual         |

| Campeonato Europeo | Campeonato Europeo  | Campeonato Europeo | Campeonato Europeo |
| Año                | Lugar               | Medalla            | Prueba             |
| ------------------ | ------------------- | ------------------ | ------------------ |
| 2022               | Elsinor (Dinamarca) | Medalla de plata   | Individual         |